# Trung tâm Pompidou
Trung tâm nghệ thuật và văn hóa quốc gia Georges-Pompidou (tiếng Pháp: Centre national d'art et de culture Georges-Pompidou (phát âm tiếng Pháp: [sɑ̃tʁ pɔ̃pidu]), thường được biết tới với tên Trung tâm Georges-Pompidou (Centre Georges-Pompidou), Trung tâm Pompidou (Centre Pompidou) hay Trung tâm Beaubourg (Centre Beaubourg) là một trung tâm văn hóa và bảo tàng lớn nằm ở khu Beaubourg thuộc quận 4, Paris, Pháp, gần Les Halles, rue Montorgueil, và Marais. Trung tâm được thiết kế theo phong cách kiến trúc công nghệ cao bởi nhóm kiến trúc của Richard Rogers, Su Rogers, Renzo Piano, cùng với Gianfranco Franchini.
Nơi đây có Bibliothèque publique d'information (Thư viện Thông tin Công cộng), một thư viện công cộng rộng lớn; Musée National d'Art Moderne, là bảo tàng nghệ thuật hiện đại lớn nhất ở Châu Âu; và IRCAM, một trung tâm nghiên cứu âm nhạc và âm học. Do vị trí của nó, Trung tâm được biết đến tại địa phương với cái tên Beaubourg (IPA: [bobuʁ]). Nó được đặt theo tên của Georges Pompidou, Tổng thống Pháp từ năm 1969 đến năm 1974, người đã vận hành tòa nhà và Tổng thống Valéry Giscard d'Estaing chính thức khai trương vào ngày 31 tháng 1 năm 1977.
Trung tâm có 1,5 triệu lượt khách vào năm 2021, tăng 65% so với năm 2020, nhưng giảm đáng kể so với năm 2019 do đóng cửa do đại dịch COVID. Nó đã có hơn 180 triệu du khách kể từ năm 1977 và hơn 5,209,678 khách năm 2013, bao gồm 3,746,899 cho bảo tàng.
Tác phẩm điêu khắc Horizontal của Alexander Calder, một kiến trúc di động độc lập cao 7,6 m (25 ft), đã được đặt trước Trung tâm Pompidou vào năm 2012.

## Lịch sử
Năm 1969 sau khi lên nhậm chức, tổng thống Georges Pompidou bắt đầu có ý định xây dựng một trung tâm văn hóa và nghệ thuật hiện đại ở trung tâm thủ đô Paris, nơi xuất hiện dày đặc các công trình kiến trúc và bảo tàng nghệ thuật cổ điển. Địa điểm được chọn là khu phố Beaubourg nằm ở quận 4, nằm giữa khu thương mại đông đúc Les Halles và khu phố cổ Le Marais. Quyết định chính thức được đưa ra ngày 11 tháng 12 năm 1969, theo đó tại Beaubourg sẽ mọc lên một tổ hợp kiến trúc bao gồm một bảo tàng nghệ thuật hiện đại, một thư viện công cộng và một trung tâm thiết kế công nghiệp. Ngày 26 tháng 8 năm 1970, Robert Bordaz được bổ nhiệm làm giám đốc dự án xây dựng. Tháng 12 năm 1970 một cuộc thi quốc tế bắt đầu được tổ chức để tìm kiếm bản vẽ cho công trình mới. Ngày 15 tháng 7 năm 1971, ban giám khảo cuộc thi công bố bản thiết kế được chọn là của hai kiến trúc sư nổi tiếng Renzo Piano và Richard Rogers. Ngày 20 tháng 3 năm 1973, công trình chính thức được khởi công. Tổ hợp văn hóa mới được chính thức mang tên Trung tâm nghệ thuật và văn hóa quốc gia Georges-Pompidou (Centre national d'art et de culture Georges-Pompidou) ngày 3 tháng 1 năm 1975. Sau khi tổng thống Pompidou hết nhiệm kỳ, người kế nhiệm là Valéry Giscard d'Estaing đã dự định ngừng xây dựng công trình, tuy nhiên do sự vận động của thủ tướng Pháp khi đó là Jacques Chirac nên công trình trung tâm Pompidou vẫn tiếp tục được tiến hành.
Ngày 31 tháng 1 năm 1977 khu tổ hợp văn hóa mới chính thức được khánh thành trong buổi lễ có sự tham gia của tổng thống Valéry Giscard d'Estaing, thủ tướng Raymond Barre và bà Claude Pompidou, phu nhân của cố tổng thống Pompidou (đã qua đời năm 1974). Từ cuối năm 1997, trung tâm bắt đầu được tu sửa lớn, công việc kéo dài trong 27 tháng và tiêu tốn 88 triệu euro trong đó phần lớn là từ nguồn tiền chính phủ. Ngay tuần mở cửa lại đầu tiên sau sửa chữa (từ ngày 1 tháng 1 năm 2000), trung tâm Pompidou đã đón 80.000 lượt khách.

## Kiến trúc

### Thiết kế
National Geographic mô tả phản ứng đối với thiết kế là "yêu từ cái nhìn thứ hai." Một bài báo trên Le Figaro tuyên bố "Paris có con quái vật của riêng mình, giống như ở Loch Ness." Nhưng hai thập kỷ sau, khi đưa tin về việc Rogers giành Giải Pritzker năm 2007, The New York Times lưu ý rằng thiết kế của Trung tâm đã "đảo lộn thế giới kiến trúc" và điều đó "Ông Rogers nổi tiếng là một biểu tượng công nghệ cao với việc hoàn thành Trung tâm Pompidou năm 1977, với bộ xương lộ ra là các ống sáng màu dành cho các hệ thống cơ khí". Hội đồng giám khảo Pritzker cho biết Pompidou đã "cách mạng hóa các bảo tàng, biến những gì từng là di tích ưu tú thành những địa điểm giao lưu văn hóa và xã hội phổ biến, dệt thành trái tim của thành phố."
Bản thiết kế của hai kiến trúc sư Piano và Rogers (đều là những người từng nhận giải thưởng Pritzker) là bản vẽ duy nhất đặt tòa nhà theo trục Bắc - Nam, đảm bảo quy hoạch chung của khu vực. Thiết kế này cũng cho phép dành một khoảng không lớn cho "piazza" (quảng trường).

### Công trình

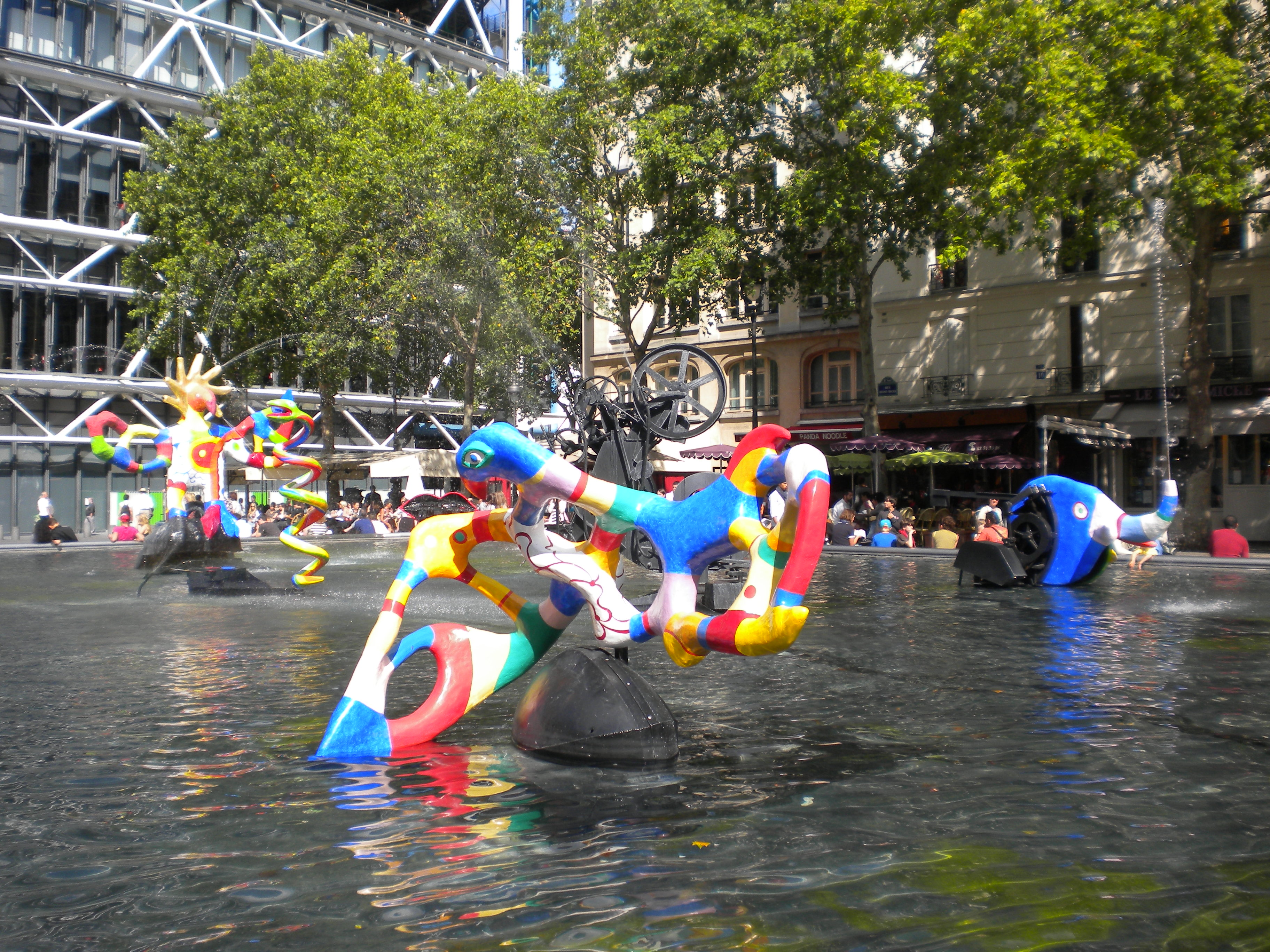
Đài phun nước Stravinsky nằm bên ngoài Trung tâm Pompidou

Tòa nhà chính của trung tâm Pompidou có 8 tầng, mỗi tầng có diện tích sàn 7.500 m², ngoài ra còn có 2 tầng hầm. Tòa nhà trị giá 993 triệu franc Pháp. Công việc cải tạo được tiến hành từ tháng 10 năm 1996 đến tháng 1 năm 2000 được hoàn thành với kinh phí 576 triệu franc.
Mặt ngoài của tòa nhà được bố trí rất nhiều ống, cột với hệ thống thang trời. Các hệ thống ống này được sơn màu theo chức năng, các ống điều hòa có màu xanh da trời, các ống nước có màu xanh lá cây còn các đường ống điện có màu vàng. Riêng hệ thống thang trời được đặt trong một ống màu đỏ. Các ống màu trắng là hệ thống thông gió của tầng ngầm. Vì kiến trúc đặc biệt này nên trung tâm Pompidou có rất nhiều biệt danh như "Nhà thờ Đức Bà ống" (Notre-Dame de la Tuyauterie) hay "Pompidolium" (Cung cứu hỏa, xuất phát từ pompier có nghĩa là lính cứu hỏa). Những người chỉ trích thiết kế này thường gọi Pompidou là "nhà kho nghệ thuật" (hangar de l'art), "nhà máy ga" (usine à gaz) hay "nhà máy lọc dầu" (raffinerie de pétrole).
| Thông số kỹ thuật tòa nhà | Thông số kỹ thuật tòa nhà                     |
| ------------------------- | --------------------------------------------- |
| Diện tích đất             | 2 hécta (5 mẫu Anh)                           |
| Diện tích sàn             | 103,305 m²                                    |
| Kiến trúc thượng tầng     | 7 tầng                                        |
| Cao                       | 42 m (mặt Rue Beaubourg), 45.5 m (mặt Piazza) |
| Dài                       | 166 m                                         |
| Rộng                      | 60 m                                          |
| Cơ sở hạ tầng             | 3 tầng                                        |
| Kích thước                | Sâu: 18 m; Dài: 180 m; Rộng: 110 m            |
| Vật liệu sử dụng          |                                               |
| Công việc làm đất         | 300,000 m³                                    |
| Bê tông cốt thép          | 50,000 m³                                     |
| Khung kim loại            | 15,000 tấn thép                               |
| Mặt kính, mặt kính        | 11,000 m²                                     |
| Bề mặt đục                | 7,000 m²                                      |

### Trưng bày

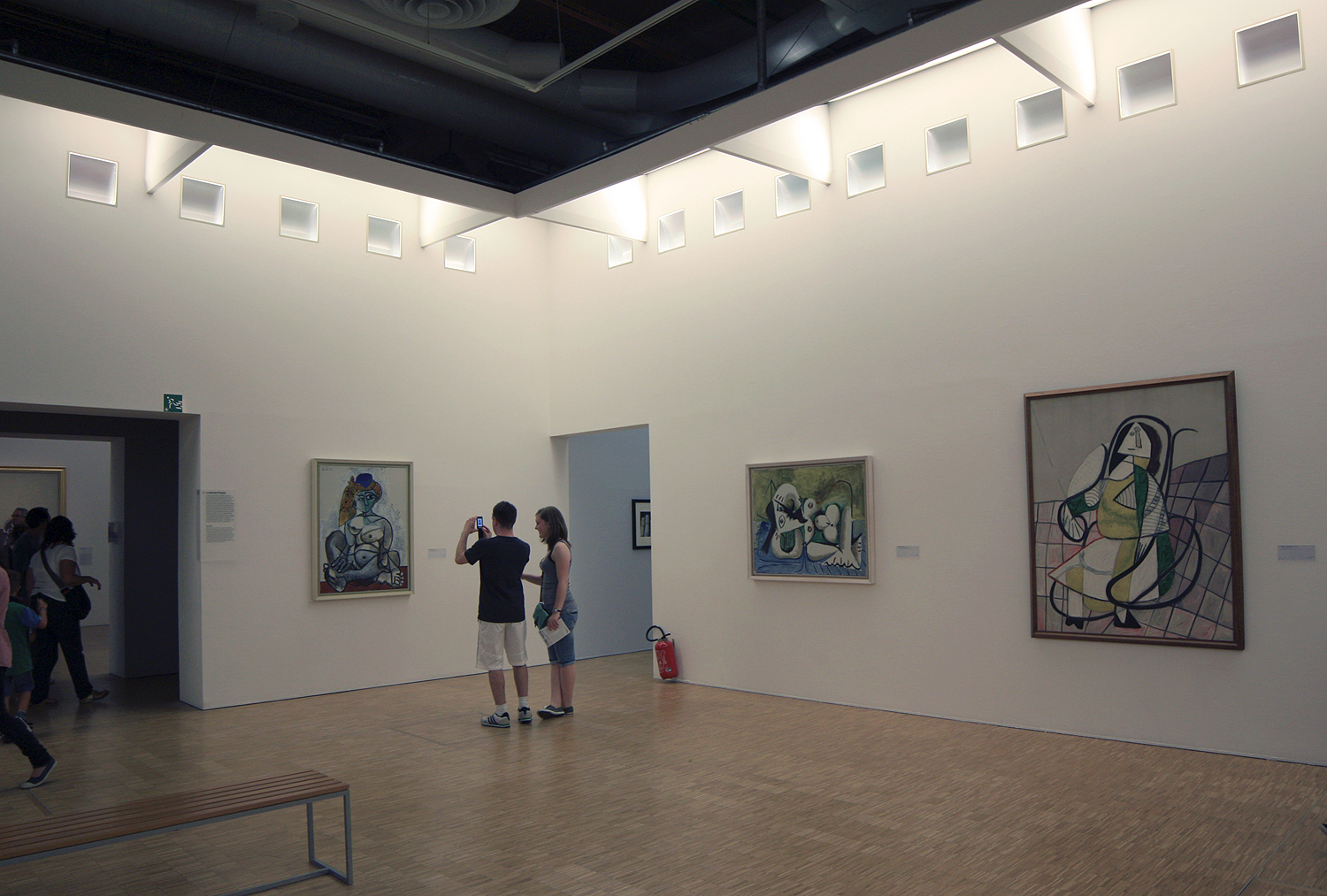
Các tác phẩm của Pablo Picasso ở Trung tâm

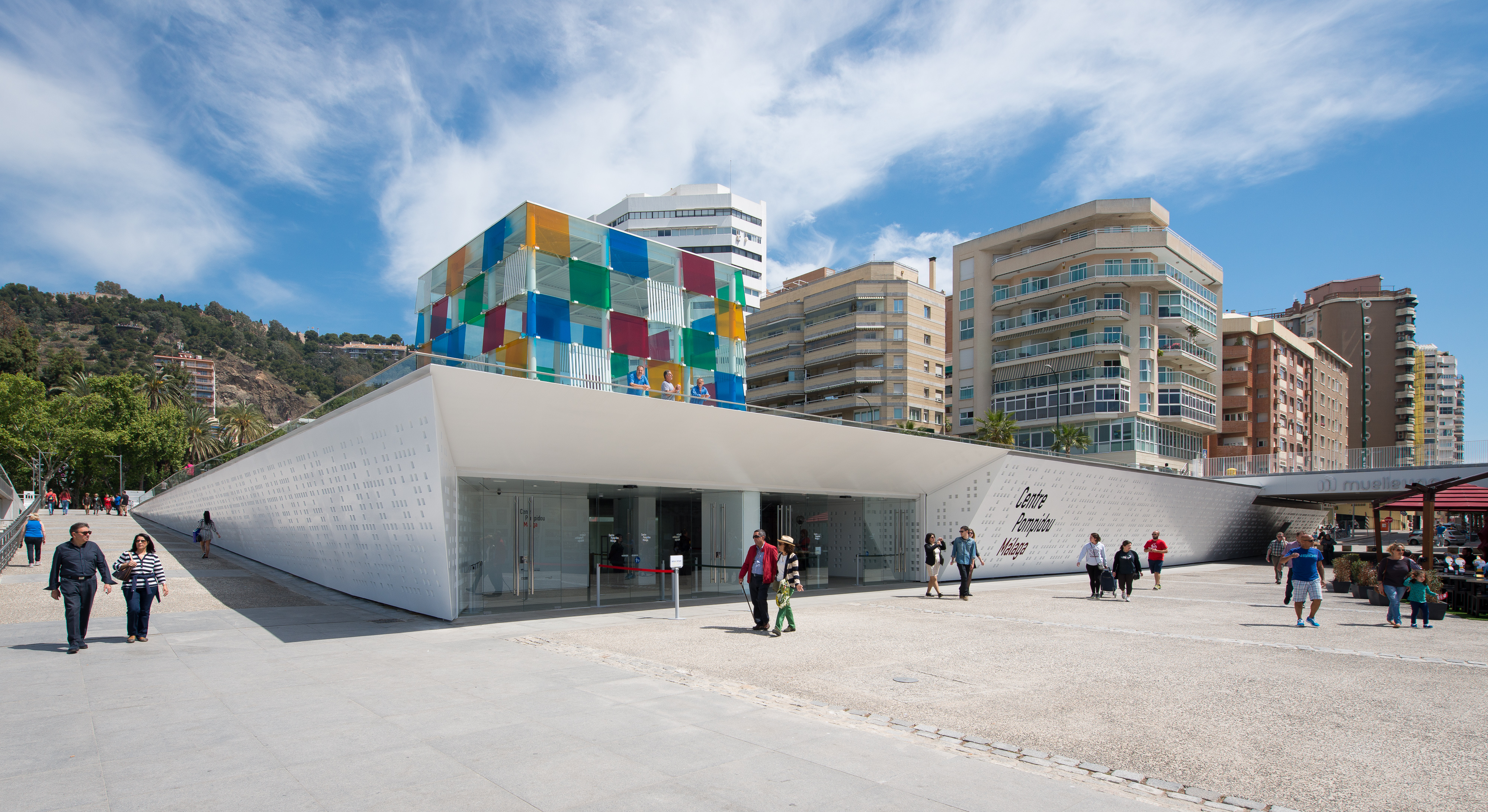
Chi nhánh ở Málaga (Tây Ban Nha)

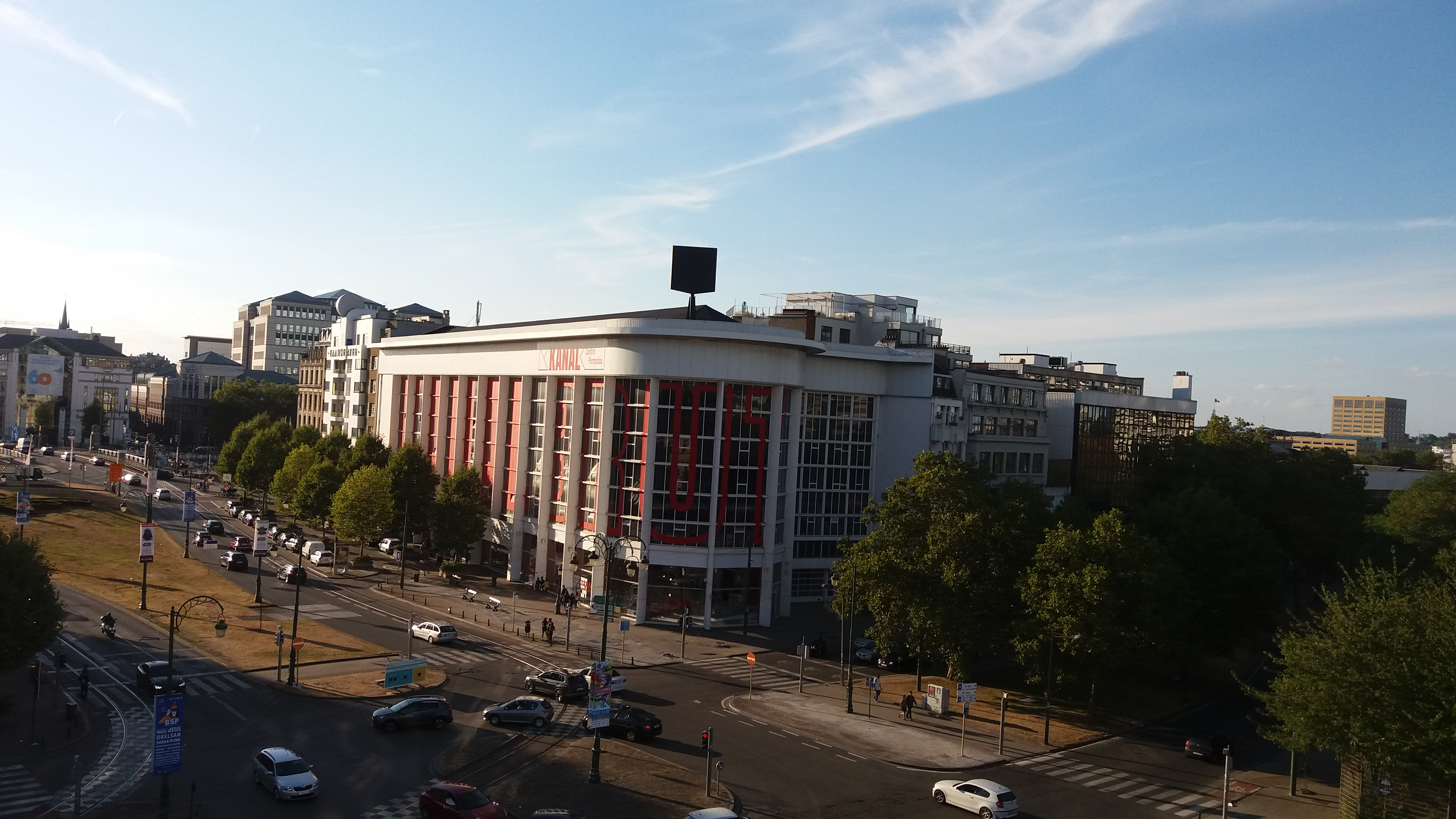
Kanal-Centre Pompidou

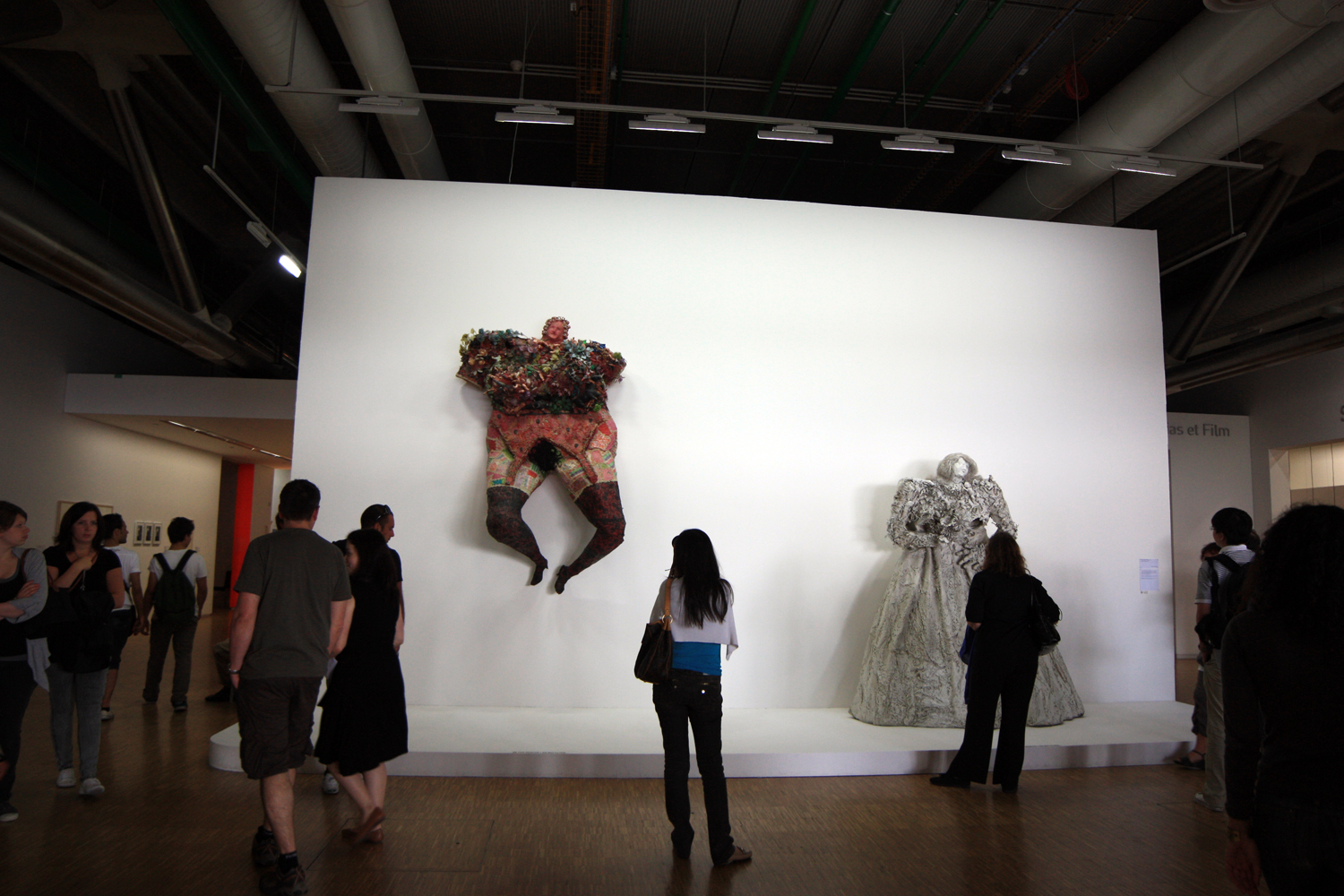
Một phần của các cuộc triển lãm ở Trung tâm

Một số triển lãm lớn được tổ chức hàng năm trên tầng một hoặc tầng sáu. Trong số đó có nhiều chuyên khảo:
- Marcel Duchamp (1977)
- Paul Davis (1977)
- Henri Michaux (1978)
- Dalí (1979)
- Pollock (1982)
- Bonnard (1984)
- Kandinsky (1984)
- Étienne Martin (1984)
- Paul Klee (1985)
- Cy Twombly (1988)
- Frank Stella (1988)
- Andy Warhol (1990)
- Max Ernst (1991)
- Matisse (1993)
- Joseph Beuys (1994)
- Kurt Schwitters (1994)
- Gerard Gasiorowski (1995)
- Brâncuși (1995)
- Sanejouand (1995)
- Bob Morris (1995)
- Francis Bacon (1996)
- Fernand Léger (1997)
- David Hockney (1998)
- Philip Guston (2000)
- Picasso (2000)
- Jean Dubuffet (2001)
- Roland Barthes (2002)
- Max Beckmann (2002)
- Nicolas de Staël (2003)
- Sophie Calle (2003)
- Cocteau (2003)
- Philippe Starck (2003)
- Miró (2004)
- Aurelie Nemours (2004)
- Charlotte Perriand (2005)
- Robert Rauschenberg (2006)
- Claude Closky (2006)
- Jean-Luc Godard (2006)
- Yves Klein (2006)
- Hergé (2006)
- Annette Messager (2007)
- Richard Rogers (2007)
- Samuel Beckett (2007)
- David Claerbout (2007)
- Julio González (2007)
- Alberto Giacometti (2007)
- Louise Bourgeois (2008)
- Pol Abraham (2008)
- Tatiana Trouvé (2008)
- Miroslav Tichy (2008)
- Dominique Perrault (2008)
- Jean Gourmelin (2008)
- Jacques Villeglé (2008)
- Ron Arad (2008)
- Alexander Calder (2009)
- Philippe Parreno (2009)
- Kandinski (2009)
- Pierre Soulages (2009)
- Étienne Martin (2010)
- Lucian Freud (2010)
- Arman (2010)
- François Morellet (2011)
- Edvard Munch (2011)
- Gerhard Richter (2012)
- Salvador Dalí (2013)
- Roy Lichtenstein (2013)
- Mike Kelley (2013)
- Pierre Huyghe (2013)
- Henri Cartier-Bresson (2014)
- Simon Hantaï (2014)
- Jeff Koons (2014)
- Mona Hatoum (2015)
- Wifredo Lam (2015)
- Dominique Gonzalez-Foerster (2015)
- André Derain (2017)
- Latiff Mohidin (2018)
- Richard Linklater (2019)
- Vasarely (2019)
- Christo and Jeanne-Claude (2020)
- Hito Steyer (2020)
- Alice Neel (2020)
- Matisse (2020)
- Catherine Meurisse (2020–21)

Triển lãm nhóm
- Nhiếp ảnh như một vũ khí đẳng cấp (2018)[12]
- Coder le monde (2018)[12]
- La Fabrique Du Vivant (2019)[13][14]
- Jo-Ey Tang & Thomas Fougeirol – Dust. The Plates Of The Present (2020)[12]
- Les Moyens Du Bord (2020)[12]
- Global(e) Resistance – Pour une histoire engagée de la collection contemporaine de Jonathas de Andrade à Billie Zangewa (2020)[12]
- NEURONS Simulated intelligence (2020)[12]
- L'écologie des images (2021)[12]

## Hình ảnh

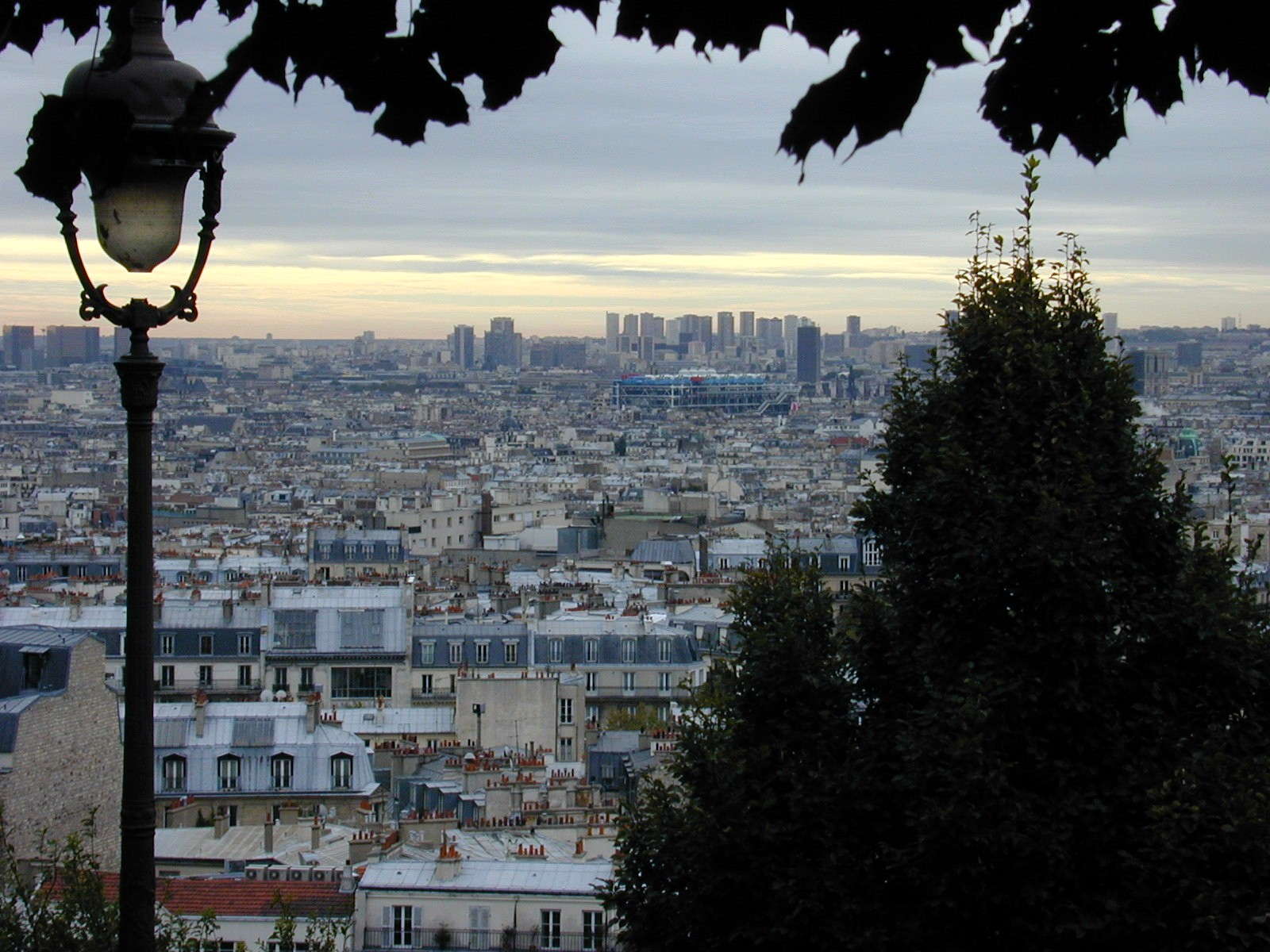
Pompidou nhìn từ đồi Montmartre
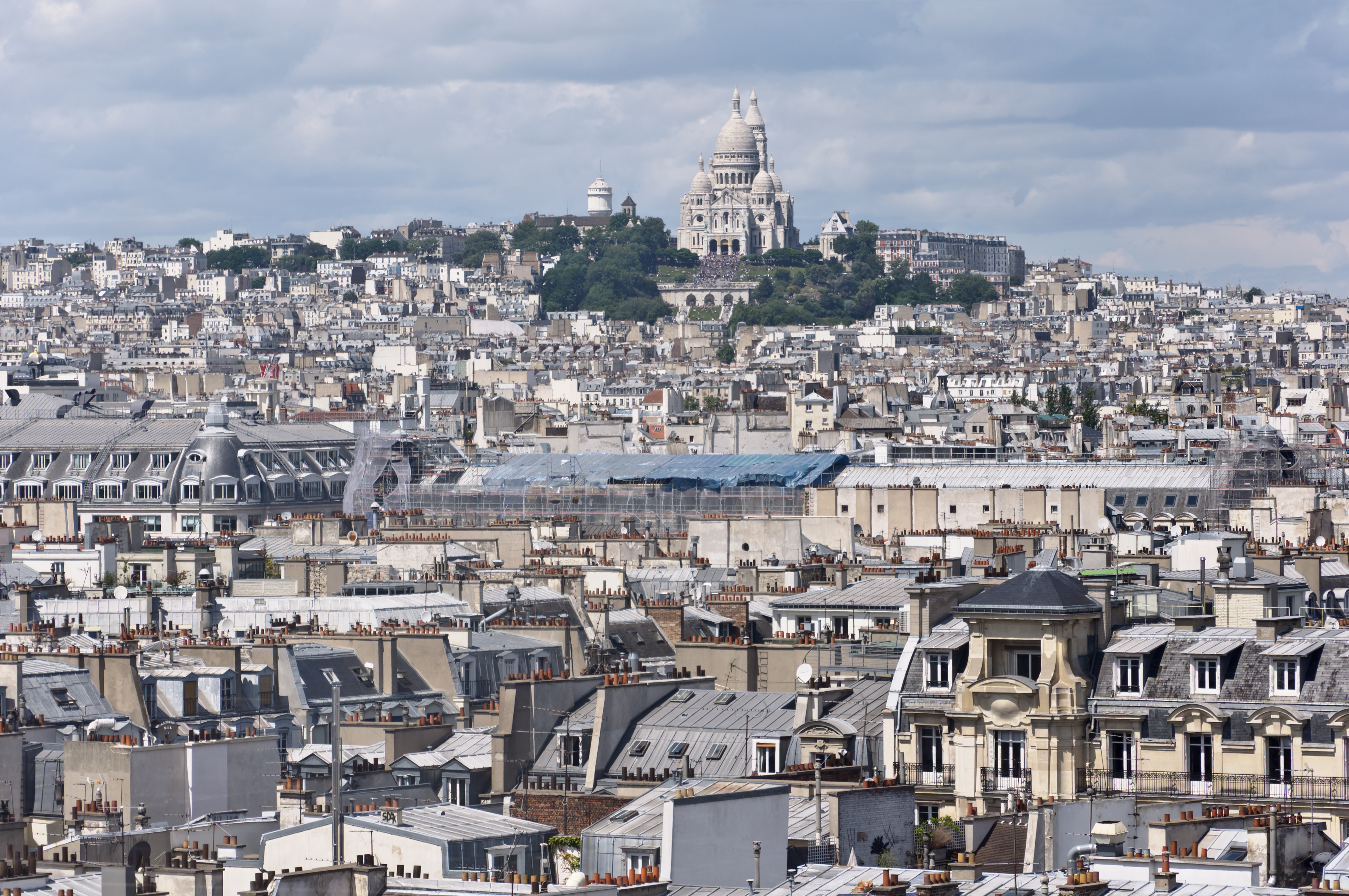
Phần mái của trung tâm Pompidou